# Con lăn sơn

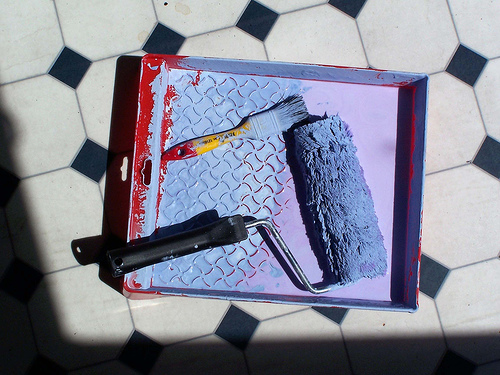
Một con lăn sơn

Con lăn sơn là một công cụ để lăn sơn được sử dụng để sơn các bề mặt phẳng lớn một cách nhanh chóng và hiệu quả.
Con lăn sơn  thường bao gồm hai phần: "khung con lăn" và "vỏ con lăn". Vỏ con lăn hấp thụ sơn và chuyển nó vào bề mặt sơn, khung lăn gắn vào nắp lăn. Một họa sĩ giữ con lăn bằng phần tay cầm. Khung con lăn có thể tái sử dụng. Cũng có thể làm sạch và tái sử dụng vỏ con lăn, nhưng nó cũng thường được bỏ đi sau khi sử dụng.
Vỏ con lăn là một lõi hình trụ với một lớp vải được bọc chắc chắn vào lõi hình trụ. Con lăn dùng cao su bọt cũng được sản xuất. Có cả con lăn bọt và vải có sẵn riêng lẻ (không có tay cầm), được chế tạo để thay thế con lăn bị mòn, một khi con lăn cũ được tháo ra, con lăn mới có thể được lắp vào phần tay cầm để sử dụng. Nâng cấp của lõi hình trụ đã cho phép nó chứa sơn bên trong, với lớp vỏ hấp thụ sơn từ bên trong và lọc qua (tự nhiên theo mao dẫn) để sơn chảy ra bên ngoài, khi con lăn được lăn. 

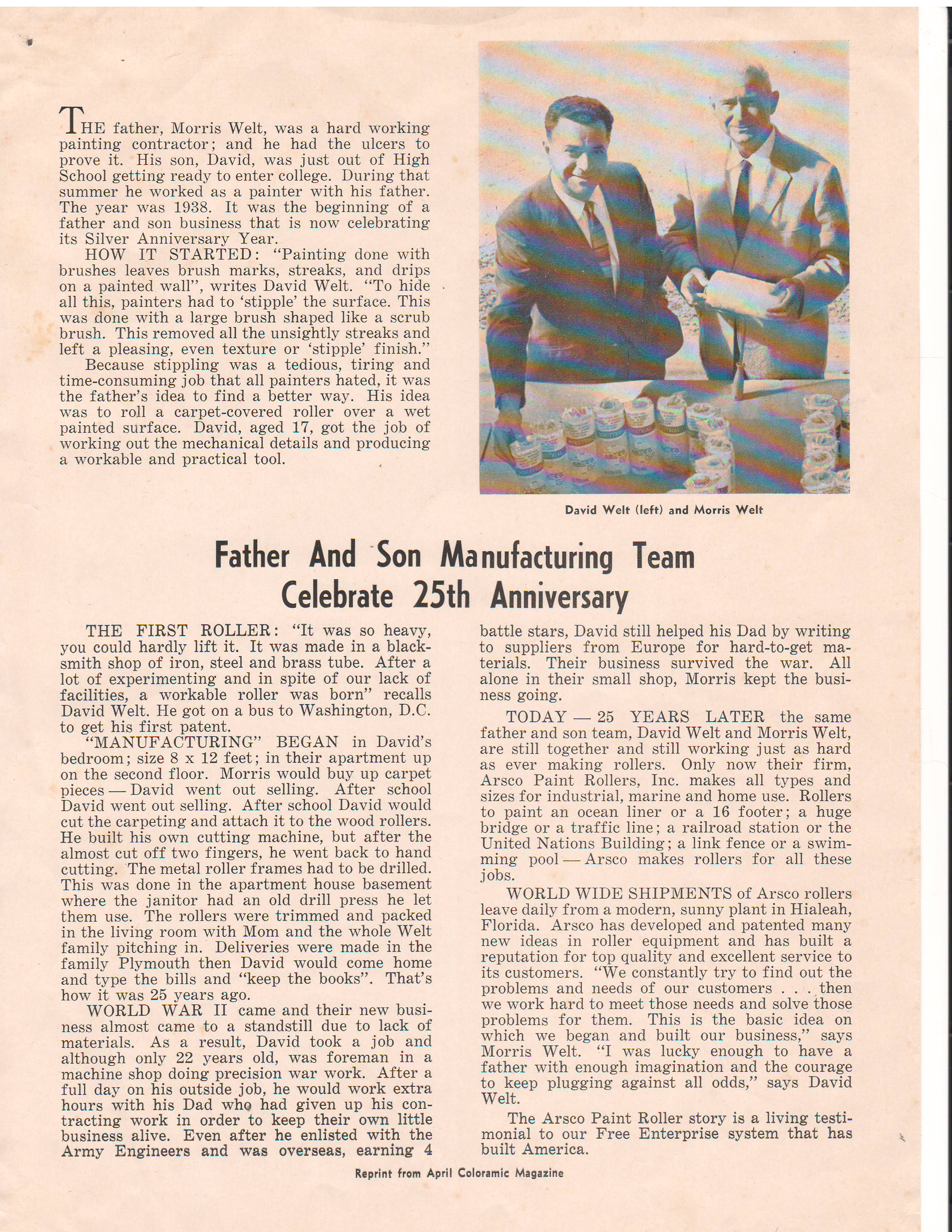
Kỷ niệm 25 năm Arsco

## Lịch sử
Năm 1938, Morris Welt là một nhà thầu sơn ở thành phố New York. Con trai của ông, David Welt đã đến một cửa hàng in để làm danh thiếp để ông có thể quảng bá công việc của cha mình. David thấy máy in lăn mực vào loại kim loại. Điều này đã cho ông ý tưởng rằng sơn có thể được lăn. Trong tầng hầm của căn hộ của họ, David Welt đã tạo ra con lăn sơn đầu tiên bằng cách sử dụng thép uốn cho khung và ông dán một tấm thảm lên một chốt bằng gỗ để làm vỏ con lăn. Các con lăn thủ công ban đầu không giỏi trong việc áp dụng sơn nhưng đã làm rất tốt việc "quy định" (bao gồm các nét cọ và các khiếm khuyết bề mặt). Morris và David đặt tên cho công ty của họ là ARSCO, viết tắt của American Roller Stippler Company. Khi họ tìm thấy các loại vải tốt hơn cho lõi lăn, doanh nghiệp đã phát triển và họ bắt đầu cung cấp Sherwin-Williams, Glidden Paint và nhiều loại khác trên khắp thế giới. Năm 1956, nhà máy ARSCO Paint Roller nhỏ đã chuyển từ một nhà kho nhỏ ở New York sang một nhà máy dài ở Hialeah Florida. vinh danh nhóm cha và con trai khi Morris và David Welt tổ chức Lễ kỷ niệm 25 năm của công ty bằng cách xuất bản một bài viết chi tiết về lịch sử của phát minh này vào năm 1938.
Năm 1974, con trai của David Welt gia nhập Arsco. Glenn Welt đã mua lại doanh nghiệp lăn sơn từ cha mình, đổi tên công ty thành Arsco International và tiếp tục sản xuất con lăn sơn và phụ kiện cho đến năm 2017.